# Aphthona lutescens
Aphthona lutescens — вид жуков-листоедов из подсемейства козявок.

## Распространение
Распространён в западном Палеарктическом регионе от Пиренеев до Забайкалья.

## Экология
Взрослые жуки и их личинки питаются листьями дербенника иволистного, также известного как плакун-трава (Lythrum salicaria) (дербенниковые).

## Вариетет
- Aphthona lutescens var. praeclara Weise, 1906